# Caterina Valente
Caterina Valente (14. ledna 1931 v Paříži – 9. září 2024 v Luganu) byla francouzsko-italsko-německá multilingvní zpěvačka, kytaristka, tanečnice a herečka. Mluvila šesti jazyky a zpívala v jedenácti jazycích. Jednalo se o skutečně mezinárodní umělkyni. Část své kariéry uskutečnila ve Spojených státech a velkou popularitu získala zejména v Německu.

## Životopis
Narodila se v Paříži italským rodičům. Vyrůstala ve Francii v umělecké (cirkusové) rodině spolu se třemi sourozenci. Otec Giuseppe Valente (1891–1957) byl akordeonistou, matka Maria Valente (1897–1977) vystupovala jako hudební klaun a starší bratr Silvio Francesco (1927–2000) byl hercem, zpěvákem a klarinetistou.
V roce 1952 se provdala za německého žongléra Erika van Ara. Rozvedli se v roce 1971. Jejich synem je jazzový zpěvák Eric van Aro (* 1958). V roce 1972 se provdala za britského klavíristu Roye Budda. Z tohoto manželství pochází syn Alexander Budd (* 1976).
Po ukončení kariéry žila střídavě ve švýcarském Luganu a v USA.

### Kariéra
hudební kariéra
Veřejně začala vystupovat již v raném dětství se svými sourozenci a matkou v cirkuse. V roce 1936 poprvé vystoupila v divadle, a to ve Friedrichsbau ve Stuttgartu. Po druhé světové válce se rodina vrátila do Paříže a Caterina začala zpívat v nočním klubu. První oficiální nahrávky byly pořízeny v roce 1952 v Rádiu Zürich poté, co ji šéf zábavního vysílání slyšel zpívat v cirkusu Grock. Ještě téhož roku se provdala za žonglera Erika van Ara, který se stal také jejím manažerem, a přestala účinkovat v programu své matky. V roce 1953 se stala zpěvačkou jazzového orchestru Kurta Edelhagena, se kterým slavila velký úspěch na jazzovém festivalu ve Frankfurtu nad Mohanem v roce 1955. Jejím velkým hitem se stala píseň Ganz Paris träumt von der Liebe z roku 1954, což byla německá coververze písně I Love Paris z muzikálu Can-Can Cola Portera. V roce 1956 vyšlo její první vinylové album The Hi-Fi Nightingale s kompilací nahrávek, které byly předtím vydány na šelakových deskách. Velmi úspěšné bylo jazzové album Plenty Valente! z roku 1957, které bylo vydáno znovu v roce 2002 na CD pod názvem Caterina Valente in New York. Natočila také se svým bratrem Silviem Francescem několik (16) duetů, často pod pseudonymy jako Club Manhattan, Club Honolulu, Club Argentina, Club Indonesia nebo Club Italia.
| studiová alba | 25  | v letech 1956–2000 |
| živá alba     | 6   | v letech 1985–2007 |
| kompilace     | 38  | v letech 1956–2017 |
| EP desky      | 23  | v letech 1955–1963 |
| singly        | 136 | v letech 1954–1978 |
| videoalba     | 9   | v letech 1991–2013 |

filmová kariéra
Filmovou kariéru zahájila v roce 1954 a postupně účinkovala v 17 vesměs hudebních filmech. Od roku 1968 se jednalo o filmy televizní.
Filmografie:
- 1954: Mannequins für Rio (They Were So Young) – režie Kurt Neumann
- 1954: Große Star-Parade – režie Paul Martin
- 1955: Ball im Savoy – režie Paul Martin
- 1955: Liebe, Tanz und 1000 Schlager – režie Paul Martin
- 1956: Bonjour, Kathrin – režie Karel Anton
- 1956: Du bist Musik – režie Paul Martin
- 1957: Das einfache Mädchen – režie Werner Jacobs
- 1957: Casino de Paris – režie André Hunebelle
- 1958: Und abends in die Scala – režie Erik Ode
- 1959: Hier bin ich – hier bleib ich – režie Werner Jacobs
- 1959: Du bist wunderbar – režie Paul Martin
- 1962: Schneewittchen und die sieben Gaukler – režie Kurt Hoffmann
- 1968: Uit met Jan Theys (TV film, Belgie)
- 1975: Tittertime (TV komedie, Velká Británie) – režie Peter Frazer-Jones
- 1981: Das Gastspiel (TV film, ZDF)
- 1990: Hotel Paradies (TV rodinný seriál, ZDF) – režie Michael Günther
- 1992: Der Unschuldsengel (dvoudílný TV film) – režie Julian Pölsler, Oliver Storz
- 2011: Legenden: Caterina Valente (TV dokument k 80. narozeninám)

Absolvovala 15 světových turné. Vystupovala v televizních show po celém světě, například v USA to bylo přes sto televizních show s předními americkými umělci. Vrcholem byl pořad Bravo, Catrin! v televizi ARD, který v roce 1986 sledovalo téměř 17 milionů diváků.